# Àlex Márquez i Alentà
Àlex Márquez i Alentà   (Cervera, 23 d'abril de 1996) és un pilot de motociclisme català que va ser dues vegades Campió del món (de Moto3 el 2014 i de Moto2 el 2019). Germà petit de Marc Márquez, el 2014 tots dos van esdevenir la primera parella de germans a guanyar sengles títols mundials de motociclisme el mateix any (Àlex el de Moto3 i Marc el de MotoGP), una gesta que van repetir el 2019 quan Álex va guanyar el de Moto2 i Marc el de MotoGP.
Des del 2020, Àlex Márquez competeix a MotoGP amb el seu germà Marc. Actualment corre per a l'equip satèl·lit Ducati Gresini Racing.

## Carrera esportiva

### CEV (2010-2012)

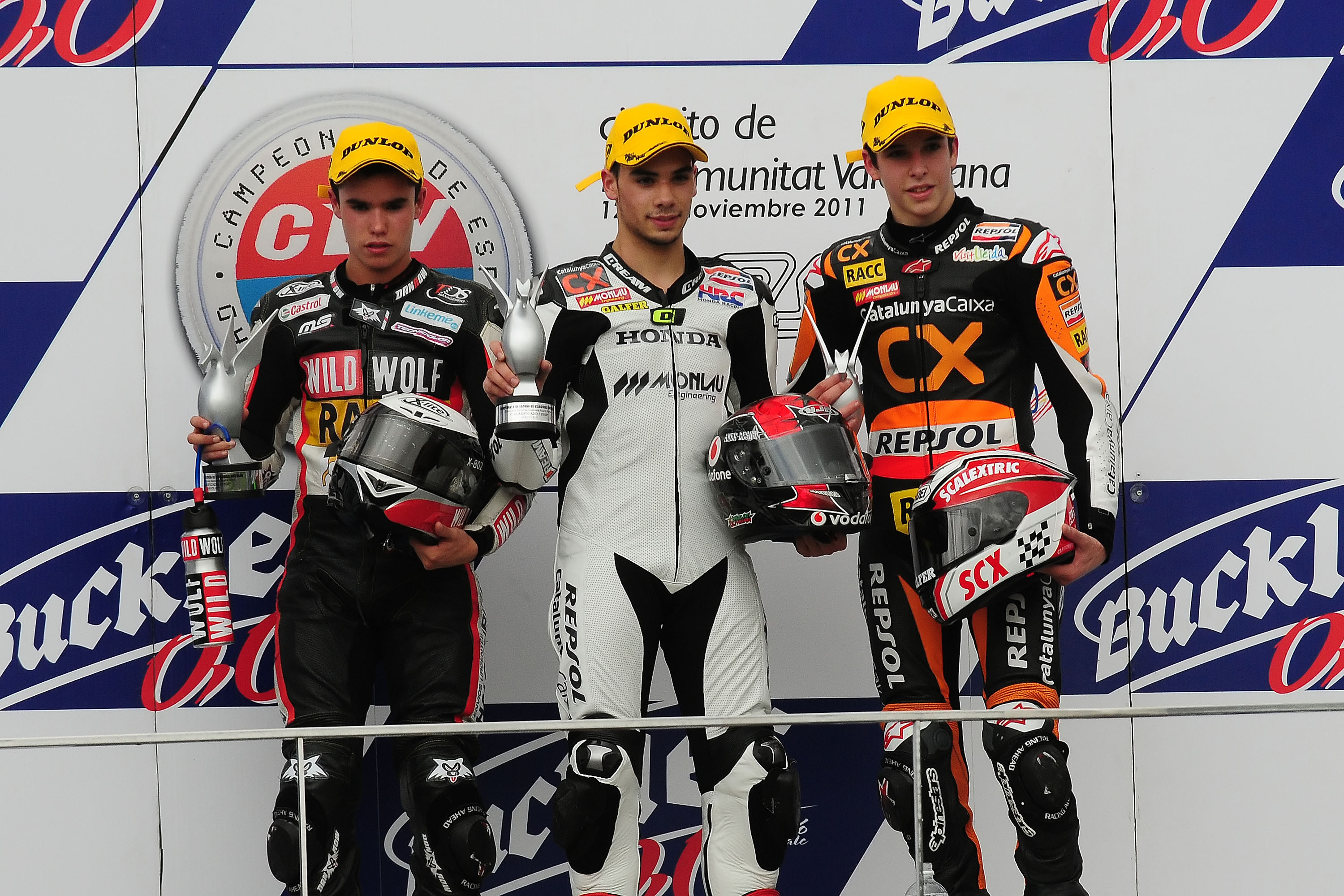
Àlex Márquez (dreta) al podi de Xest durant el CEV del 2011

Àlex Márquez va debutar al campionat d'Espanya de velocitat (CEV Buckler) en la categoria de 125cc la temporada del 2010, competint amb l'equip Monlau Competición al costat d'Àlex Rins i Niklas Ajo. Márquez no va participar en la cursa inaugural del campionat al Circuit de Barcelona-Catalunya ja que no tenia l'edat reglamentària per a fer-ho (no va fer els catorze anys fins a cinc dies després de la cursa). Va acabar onzè en la seva primera cursa (a Albacete), es va retirar a Jerez per problemes a l'embragatge i va acabar setè i sisè respectivament a Motorland Aragón i Albacete, abans de retirar-se de les dues últimes curses a Xest i Jerez. Va acabar onzè a la classificació final del campionat.
El 2011, Márquez va lluitar amb Rins pel títol i el campió fou finalment Rins. Márquez va guanyar dues curses durant la temporada –a Motorland Aragón i Albacete– i va acabar subcampió, amb 12 punts menys que Rins. Amb el canvi del campionat al reglament de Moto3 per a la temporada del 2012, Márquez va tornar a guanyar dues curses, a Albacete i Navarra, i va acabar guanyant el campionat després d'un quart lloc a Albacete.

### Moto3

#### Ambrogio Next Racing (2012)
Àlex Márquez va debutar al campionat del món de Moto3 com a comodí al Gran Premi d'Espanya del 2012. En condicions meteorològiques difícils, va poder sumar punts amb un dotzè lloc. També va fer aparicions com a comodí a Estoril i Catalunya, anotant punts en ambdues ocasions (quinzè i sisè, respectivament). Després del descans de mitja temporada, Márquez va passar a competir a temps complet al campionat a partir del Gran Premi d'Indianapolis amb l'equip Ambrogio Racing en substitució de Simone Grotzkyj. Va anotar punts en quatre de les vuit curses restants i, finalment, va acabar la temporada en vintena posició.

#### Estrella Galicia 0,0 (2013–2014)

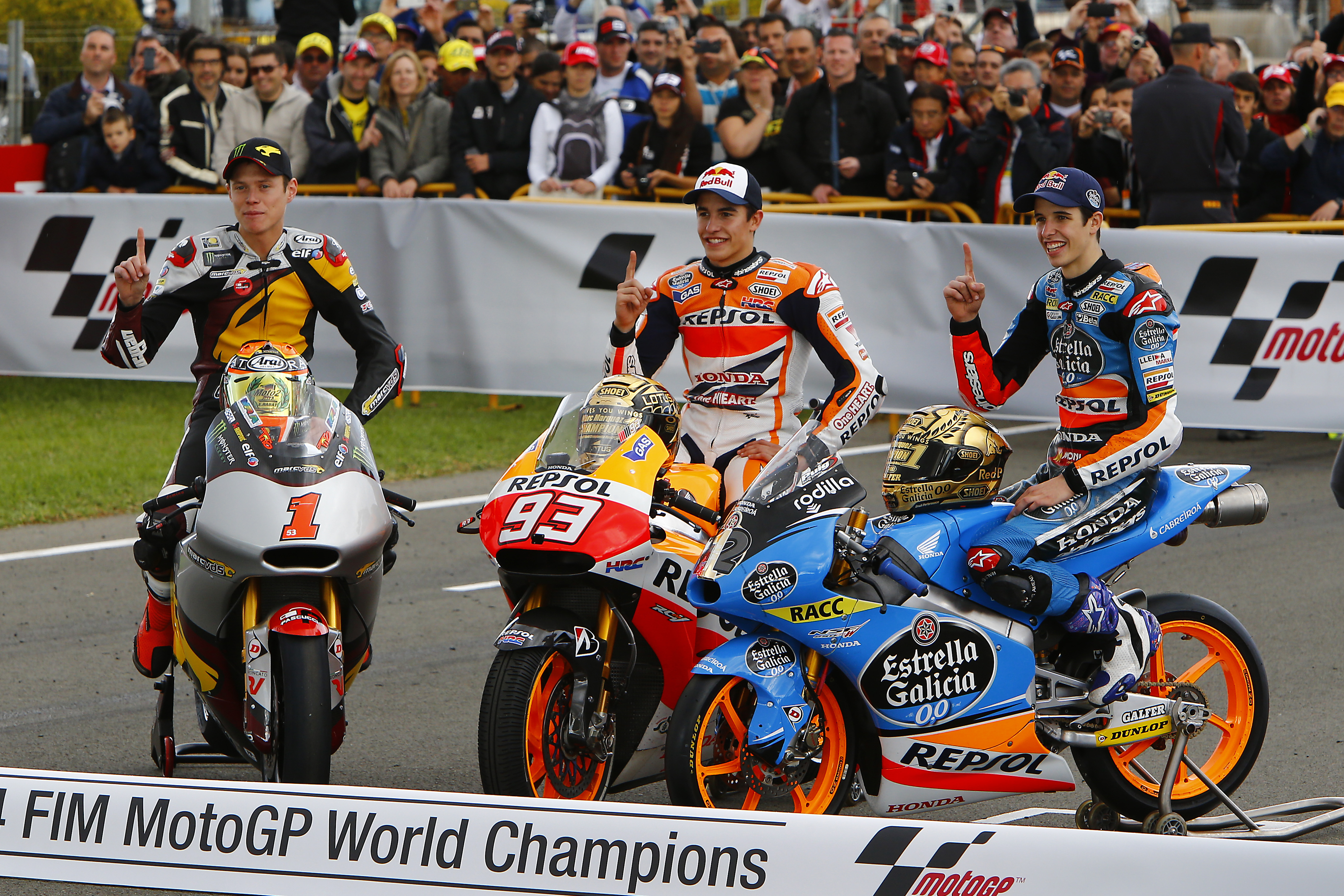
D'esquerra a dreta: Tito Rabat, Marc i Àlex Márquez, els tres campions del món del 2014, a Xest

El 2013 va fitxar per l'equip Estrella Galicia 0,0, que disposava de motos KTM, on tingué Àlex Rins de company. Després d'haver acabat diverses vegades quart o cinquè a les curses durant la primera meitat de la temporada, Márquez va aconseguir el seu primer podi al Gran Premi d'Indianapolis amb un segon lloc darrere de Rins. Més tard, Márquez va aconseguir tres tercers llocs consecutius a Silverstone, Misano i Motorland Aragón abans d'aconseguir la primera victòria de la seva carrera al Gran Premi del Japó. Va acabar la temporada en la quarta posició final.
El 2014, Márquez i Rins van continuar al mateix campionat i van començar la temporada com a favorits. Malgrat tot, en el primer terç de la temporada van ser superats pel pilot d'Ajo Motorsport Jack Miller, que va guanyar tres de les cinc curses inicials. Márquez va aconseguir victòries successives a Catalunya i Assen i va poder reduir la diferència amb Miller de 44 punts a 7. Tot seguit, Márquez va encetar al Gran Premi de Gran Bretanya una sèrie de cinc curses seguides acabant entre els dos primers (amb victòria inclosa a Motegi), que li va permetre d'avançar Miller a la classificació provisional amb una diferència de 25 punts. Tot i que Miller va guanyar dues de les tres últimes curses, un tercer lloc a la ronda final a Xest va permetre que Márquez aconseguís el títol per només dos punts de diferència. Amb això, ell i el seu germà Marc es van convertir en els primers germans a guanyar sengles títols mundials de motociclisme.

### Moto2

#### EG 0,0 Marc VDS (2015-2019)
El 2015, Márquez va pujar a la categoria de Moto2 amb l'equip Estrella Galicia 0,0 Marc VDS i va acabar catorzè al campionat. El 2016 va fer una temporada una mica millor i va aconseguir el seu primer podi de Moto2 al Gran Premi d'Aragó, acabant l'any en tretzè lloc.
El 2017 va ser un any de consolidació per a Àlex Márquez, ja que va guanyar la seva primera cursa de Moto2 al Gran Premi d'Espanya i va acabar una temporada molt més consistent en el quart lloc de la general. El 2018 va repetir aquest resultat tot i no guanyar cap cursa.
Àlex va guanyar el campionat del món de Moto2 el 2019 i es va repetir un altre doble campionat per als germans Márquez, un èxit que els valgué ser anomenats esportista català de l'any. Al mateix temps, Àlex Márquez va esdevenir el primer campió a guanyar títols de Moto3 i Moto2.

### MotoGP

#### Repsol Honda Team (2020)

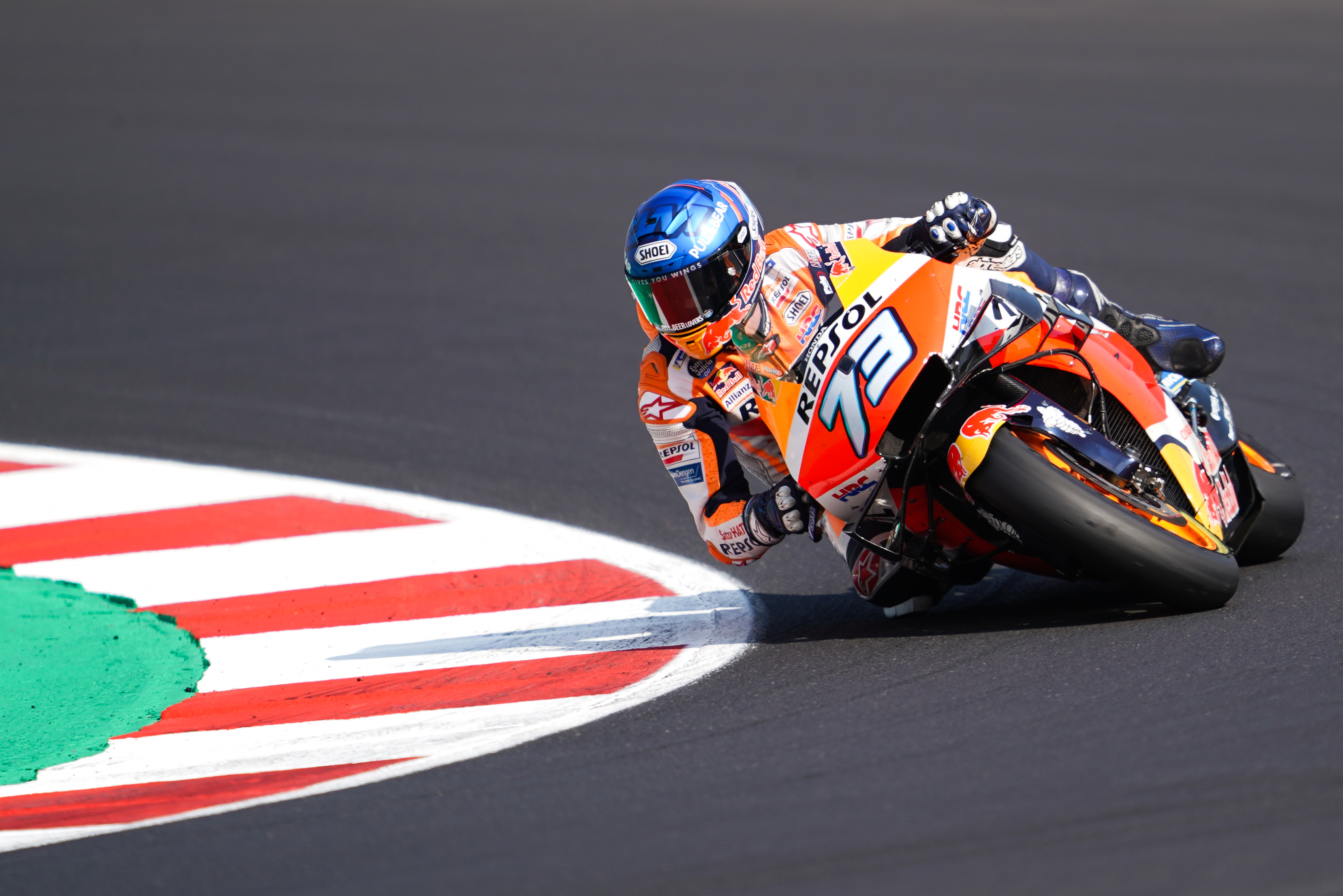
Amb l'Honda al GP d'Emília-Romanya el 2020

De cara a la temporada del 2020, Márquez es va unir al seu germà Marc a l'equip Repsol Honda en substitució de Jorge Lorenzo, que s'havia retirat al final de la temporada del 2019. Márquez va ascendir de manera inesperada a MotoGP quan encara estava contractat per Marc VDS per al mundial de Moto2 del 2020 després de l'anunci de la retirada de Lorenzo al novembre del 2019 (els contractes de Moto2 es poden rescindir si al pilot se li ofereix una plaça a MotoGP). L'antic lloc de Márquez a Moto2 per al 2020 l'ocupà el mallorquí Augusto Fernández.
Tot i haver aconseguit dos segons llocs durant la temporada, Àlex Márquez va acabar el campionat en catorzena posició i Repsol Honda no li va renovar el contracte per al 2021, sinó que oferí el seu lloc a Pol Espargaró.

#### LCR Honda Castrol (2021–2022)
El 2021, Márquez va entrar a l'equip LCR Honda Castrol com a company de Takaaki Nakagami. La temporada del 2022, Márquez va continuar a l'equip LCR.

#### Gresini Racing MotoGP (2023-actualitat)
De cara a la temporada del 2023, Àlex Márquez va entrar a l'equip Gresini Racing MotoGP com a company de Fabio Di Giannantonio.

## Resultats al Mundial de motociclisme

### Per temporada
| Temporada | Categoria | Moto        | Equip                 | Curses | Victòries | Podis | Poles | FLaps | Pts  | Posició | Títols |
| --------- | --------- | ----------- | --------------------- | ------ | --------- | ----- | ----- | ----- | ---- | ------- | ------ |
| 2012      | Moto3     | Suter Honda | Estrella Galicia 0,0  | 11     | 0         | 0     | 0     | 1     | 27   | 20è     | –      |
| 2012      | Moto3     | Suter Honda | Ambrogio Next Racing  | 11     | 0         | 0     | 0     | 1     | 27   | 20è     | –      |
| 2013      | Moto3     | KTM         | Estrella Galicia 0,0  | 17     | 1         | 5     | 0     | 3     | 213  | 4t      | –      |
| 2014      | Moto3     | Honda       | Estrella Galicia 0,0  | 18     | 3         | 10    | 3     | 3     | 278  | 1r      | 1      |
| 2015      | Moto2     | Kalex       | EG 0,0 Marc VDS       | 18     | 0         | 0     | 0     | 0     | 73   | 14è     | –      |
| 2016      | Moto2     | Kalex       | EG 0,0 Marc VDS       | 17     | 0         | 1     | 0     | 0     | 69   | 13è     | –      |
| 2017      | Moto2     | Kalex       | EG 0,0 Marc VDS       | 17     | 3         | 6     | 3     | 3     | 201  | 4t      | –      |
| 2018      | Moto2     | Kalex       | EG 0,0 Marc VDS       | 18     | 0         | 6     | 3     | 2     | 173  | 4t      | –      |
| 2019      | Moto2     | Kalex       | EG 0,0 Marc VDS       | 19     | 5         | 10    | 6     | 5     | 262  | 1r      | 1      |
| 2020      | MotoGP    | Honda       | Repsol Honda Team     | 14     | 0         | 2     | 0     | 0     | 74   | 14è     | –      |
| 2021      | MotoGP    | Honda       | LCR Honda Castrol     | 18     | 0         | 0     | 0     | 0     | 70   | 16è     | –      |
| 2022      | MotoGP    | Honda       | LCR Honda Castrol     | 20     | 0         | 0     | 0     | 0     | 50   | 17è     | –      |
| 2023      | MotoGP    | Ducati      | Gresini Racing MotoGP | 17     | 0         | 2     | 1     | 2     | 177  | 9è      | –      |
| 2024      | MotoGP    | Ducati      | Gresini Racing MotoGP | 20     | 0         | 1     | 0     | 0     | 173  | 8è      | –      |
| Total     | Total     | Total       | Total                 | 224    | 12        | 43    | 16    | 19    | 1840 |         | 2      |

### Per categoria
| Categoria | Temporada       | 1a Cursa        | 1r Podi         | 1a Victòria     | Curses | Victòries | Podis | Poles | FLaps | Pts  | Títols |
| --------- | --------------- | --------------- | --------------- | --------------- | ------ | --------- | ----- | ----- | ----- | ---- | ------ |
| Moto3     | 2012–2014       | 2012 Espanya    | d'Indianàpolis  | 2013 Japó       | 46     | 4         | 15    | 3     | 7     | 518  | 1      |
| Moto2     | 2015–2019       | 2015 Qatar      | 2016 Aragó      | 2017 Espanya    | 89     | 8         | 23    | 12    | 10    | 778  | 1      |
| MotoGP    | 2020–actualitat | 2020 Espanya    | 2020 França     |                 | 89     | 0         | 5     | 1     | 2     | 544  | 0      |
| Total     | 2012–actualitat | 2012–actualitat | 2012–actualitat | 2012–actualitat | 224    | 12        | 43    | 16    | 19    | 1840 | 2      |

### Curses per any
Barem de puntuació de 1993 ençà:
| Posició | 1  | 2  | 3  | 4  | 5  | 6  | 7 | 8 | 9 | 10                | 11                | 12                | 13                | 14                | 15                |                   |
| Cursa   | 25 | 20 | 16 | 13 | 11 | 10 | 9 | 8 | 7 | 6                 | 5                 | 4                 | 3                 | 2                 | 1                 |                   |
| Sprint  | 12 | 9  | 7  | 6  | 5  | 4  | 3 | 2 | 1 | [ Nota Sprint 1 ] | [ Nota Sprint 1 ] | [ Nota Sprint 1 ] | [ Nota Sprint 1 ] | [ Nota Sprint 1 ] | [ Nota Sprint 1 ] | [ Nota Sprint 1 ] |

1. ↑  La cursa Sprint per a la categoria MotoGP va ser introduïda la temporada del 2023

(Ids. Grans Premis | Llegenda) (Curses en negreta indiquen pole; curses en  itàlica indiquen volta ràpida; les posicions en superíndex són les de la cursa Sprint)
| Any  | Categoria | Moto        | 1       | 2       | 3       | 4       | 5       | 6       | 7      | 8       | 9        | 10      | 11      | 12       | 13      | 14      | 15      | 16       | 17       | 18      | 19     | 20     | Pos | Pts |
| ---- | --------- | ----------- | ------- | ------- | ------- | ------- | ------- | ------- | ------ | ------- | -------- | ------- | ------- | -------- | ------- | ------- | ------- | -------- | -------- | ------- | ------ | ------ | --- | --- |
| 2012 | Moto3     | Suter Honda | QAT     | ESP 12  | POR 15  | FRA     | CAT 6   | GBR     | NED    | GER     | ITA      | INP Ret | CZE 21  | SM Ret   | ARA 15  | JPN 14  | MAL 14  | AUS 9    | VAL Ret  |         |        |        | 20è | 27  |
| 2013 | Moto3     | KTM         | QAT 4   | AME Ret | ESP 23  | FRA 5   | ITA 5   | CAT 4   | NED 5  | GER 5   | INP 2    | CZE 5   | GBR 3   | SM 3     | ARA 3   | MAL 4   | AUS 4   | JPN 1    | VAL 4    |         |        |        | 4t  | 213 |
| 2014 | Moto3     | Honda       | QAT 2   | AME Ret | ARG 2   | ESP 7   | FRA 5   | ITA Ret | CAT 1  | NED 1   | GER 4    | INP 6   | CZE 4   | GBR 2    | SM 2    | ARA 2   | JPN 1   | AUS 2    | MAL 5    | VAL 3   |        |        | 1r  | 278 |
| 2015 | Moto2     | Kalex       | QAT 11  | AME 15  | ARG 15  | ESP 9   | FRA Ret | ITA 12  | CAT 11 | NED 9   | GER 18   | INP 10  | CZE 4   | GBR 4    | SM Ret  | ARA Ret | JPN 18  | AUS 9    | MAL Ret  | VAL 12  |        |        | 14è | 73  |
| 2016 | Moto2     | Kalex       | QAT Ret | ARG Ret | AME 11  | ESP Ret | FRA Ret | ITA 16  | CAT 18 | NED 8   | GER Ret  | AUT 6   | CZE 5   | GBR 25   | SM 10   | ARA 2   | JPN Ret | AUS DNS  | MAL 7    | VAL Ret |        |        | 13è | 69  |
| 2017 | Moto2     | Kalex       | QAT 5   | ARG 21  | AME 4   | ESP 1   | FRA 4   | ITA 3   | CAT 1  | NED 6   | GER Ret  | CZE 2   | AUT 2   | GBR 14   | SM DNS  | ARA Ret | JPN 1   | AUS 6    | MAL Ret  | VAL 5   |        |        | 4t  | 201 |
| 2018 | Moto2     | Kalex       | QAT 3   | ARG 5   | AME 2   | ESP Ret | FRA 2   | ITA 5   | CAT 3  | NED 3   | GER 13   | CZE Ret | AUT Ret | GBR C    | SM 18   | ARA 4   | THA Ret | JPN 4    | AUS 7    | MAL 7   | VAL 3  |        | 4t  | 173 |
| 2019 | Moto2     | Kalex       | QAT 7   | ARG 3   | AME 5   | ESP 24  | FRA 1   | ITA 1   | CAT 1  | NED Ret | GER 1    | CZE 1   | AUT 2   | GBR Ret  | SM 3    | ARA 3   | THA 5   | JPN 6    | AUS 8    | MAL 2   | VAL 30 |        | 1r  | 262 |
| 2020 | MotoGP    | Honda       | ESP 12  | ANC 8   | CZE 15  | AUT 14  | STY 16  | SM 17   | EMI 7  | CAT 13  | FRA 2    | ARA 2   | TER Ret | EUR Ret  | VAL 16  | POR 9   |         |          |          |         |        |        | 14è | 74  |
| 2021 | MotoGP    | Honda       | QAT Ret | DOH Ret | POR 8   | ESP Ret | FRA 6   | ITA 14  | CAT 11 | GER Ret | NED 14   | STY 9   | AUT 9   | GBR 8    | ARA Ret | SM 15   | AME 12  | EMI Ret  | ALR 4    | VAL 13  |        |        | 16è | 70  |
| 2022 | MotoGP    | Honda       | QAT Ret | INA 13  | ARG 15  | AME Ret | POR 7   | ESP 13  | FRA 14 | ITA 14  | CAT 10   | GER Ret | NED 15  | GBR 17   | AUT 14  | SM 10   | ARA 12  | JPN 13   | THA 8    | AUS Ret | MAL 17 | VAL 17 | 17è | 50  |
| 2023 | MotoGP    | Ducati      | POR 59  | ARG 35  | AME Ret | ESP 8   | FRA Ret | ITA Ret | GER 78 | NED 69  | GBR Ret1 | AUT 54  | CAT 6   | SM 119   | IND DNS | JPN     | INA DNS | AUS 9    | THA Ret8 | MAL 21  | QAT 64 | VAL 68 | 9è  | 177 |
| 2024 | MotoGP    | Ducati      | QAT 67  | POR Ret | AME 15  | ESP 4   | FRA 10  | CAT 7   | ITA 98 | NED 78  | GER 39   | GBR 76  | AUT 10  | ARA Ret4 | SM 6    | EMI 9   | INA Ret | JPN Ret7 | AUS 15   | THA 105 | MAL 4  | SLD 45 | 8è  | 173 |